# Yola Araújo
Yola Catiana Moreira de Araújo (Lunda-Sud, 13 de juny de 1978), també coneguda com a Yola Araújo, és una cantant angolesa, considerada un dels noms més destacats de la música angolesa. Va començar la seva carrera musical en 1999, però va editar el seu primer èxit en 2001 amb Quadradinha, Não é justo não, Eu sou feat Fabious, Página Virada i altra. Fins 2013 va ser parella de Fredy Costa, amb qui té dos fills, Ayani Costa i Jason Costa. És considerada una de les grans cantants angoleses juntament amb Yola Semedo i Ary.

## Discografia
- 2001: Sensual[2]
- 2005: Um Pouco Diferente
- 2007: Diferente e mais um Pouco
- 2010: Em Nome do Amor
- 2014: A Fada do Amor
- 2015: Team de Sonho